# Мескит (Техас)
Мескит (англ. Mesquite) — город в США, расположенный в северо-восточной части штата Техас. Население — 139 824 чел. по оценке на 2010 год. До 2011 года город был одним из немногих в округе, в котором действовал запрет на продажу пива и вина.

## История
Город был основан 14 марта 1878 года на пути железнодорожной линии «Texas & Pacific» в пригороде Далласа. Железная дорога шла от Далласа да Шривпорта (Луизиана). Поселение около новой станции официально стало городом 3 декабря 1887 года.
Мескит преуспевал, в конце XIX — начале XX веков, как фермерский город, выращивающий хлопок, сено, кукурузу и сахар, и отправляющий сырьё на переработку с помощью железной дороги. Город оставался преимущественно аграрным до начала Второй мировой войны, когда настал пригородный бум, затронувший, в том числе, и Мескит. Население города резко увеличилось с 1696 человек в 1950 году до 27 526 в 1960-м и 55 131 в 1970 году.
В 1958 году был организован первый родео в городе («Mesquite ProRodeo»), а в 1959 году заработал большой городской торговый центр, первый полностью кондиционируемый торговый центр в США. Торговый центр был закрыт летом 2006 года.
К 1970 году был построен участок I-635, соединивший Мескит с соседними Гарлендом на севере и Болч-Спрингсом на юге. В 1971 году был построен новый торговый центр «Town East Mall», в котором режиссёр Рон Ховард снял части сериала «Сахарная вата» («Cotton Candy») в 1978 году. К 1990 году город вырос до 101 484 человек, почти в два раза по сравнению с количеством населения двадцать лет назад.
В 1986 году открылся новый стадион для родео — Мескит Арена (ныне Resistol Arena). К 1998 году объект был расширен и включал в себя конференц-центр, выставочный зал и гостиницу.
В 2011 году власти Мескита приняли закон, позволяющий продажи пива и вина в городе. Такие предложения поступали несколько раз на протяжении многих лет, но всегда были блокированы протестами против продаж. До вступления закона в силу Мескит был одним из немногих городов на востоке округа Даллас, в котором была запрещена продажа пива и вина.

## География
Согласно данным Бюро переписи населения США, площадь города составляет 119,6 квадратных километров, из которых 119,2 км² — суша, а 0,4 км² — водная поверхность.

### Климат
| Показатель                    | Янв. | Фев. | Март | Апр. | Май   | Июнь  | Июль | Авг. | Сен. | Окт.  | Нояб. | Дек. |
| ----------------------------- | ---- | ---- | ---- | ---- | ----- | ----- | ---- | ---- | ---- | ----- | ----- | ---- |
| Абсолютный максимум, °C       | 31   | 35   | 36   | 38   | 39    | 44    | 44   | 44   | 43   | 38    | 32    | 32   |
| Средний суточный максимум, °C | 14   | 16   | 21   | 25   | 29    | 33    | 36   | 36   | 32   | 26    | 19    | 14   |
| Средний суточный минимум, °C  | 3    | 5    | 9    | 13   | 18    | 23    | 25   | 25   | 21   | 14    | 9     | 4    |
| Абсолютный минимум, °C        | −19  | −17  | −12  | −1   | 4     | 12    | 13   | 14   | 2    | −3    | −8    | −17  |
| Норма осадков, мм             | 52,3 | 68,6 | 88,6 | 78,0 | 125,0 | 104,4 | 56,1 | 47,5 | 72,1 | 121,7 | 73,2  | 69,6 |
| Источник: The Weather Channel |      |      |      |      |       |       |      |      |      |       |       |      |

В среднем, самым теплым месяцем является июль. Самая высокая температура, +44 °C, была зарегистрирована в 1980 году. Самым холодным месяцем является январь. Минимальная зарегистрированная температура была составляла −19 °C в 1989 году.
Май является самым богатым на осадки месяцем. Мескит находится в субтропическом океаническом климате.

## Управление
Городской совет Мескита состоит из шести членов совета и мэра. Члены совета избираются сроком на два года и отвечают за назначение людей на должности городского санитарного врача, независимого аудитора, муниципальных судьей, сити-менеджера, городского адвоката, городского секретаря и членов различных советов и комиссий. Чтобы быть избранным на 4 и 6 должностей членов, необходимо чтобы кандидат достаточно долгое время был резидентом Мескита.
Согласно комплексному годовому финансовому отчету города за 2012 год, доходы города составили $128,1 млн долларов, расходы $137,5 млн, $541,0 млн в активах, $232,6 обязательств и $80,9 в наличных и инвестициях.
Ниже приведена структура управления и координации городских служб:
| Департамент                           | Начальник        |
| ------------------------------------- | ---------------- |
| Сити-менеджер                         | Тед Баррон       |
| Заместитель сити-менеджера            | Кэрол Золнерович |
| Помощник сити-менеджера               | Джерри Диттман   |
| Городской прокурор                    | Би Джей Смит     |
| Городской секретарь                   | Соня Лэнд        |
| Административные службы               | Тед Чинн         |
| Финансовый департамент                | Дебби Мол        |
| Пожарная охрана                       | Марк Кёрби       |
| Аэропорт                              | Синтия Годфри    |
| Полиция                               | Дерек Роде       |
| Департамент парков и зон отдыха       | Клифф Кехели     |
| Департамент развития                  | Ричард Гертсон   |
| Отдел кадров                          | Брайан Дикерсон  |
| Департамент общественных работ        | Тим Джеймс       |
| Департамент информационных технологий | Зак Лажуа        |
| Библиотека                            | Джинни Джонсон   |
| Жилищно-коммунальные услуги           | Вэлери Брэдли    |

## Образование

### Государственные школы
Большую часть города обслуживает независимый школьный округ Мескита. Небольшую часть города обслуживает независимый школьный округ Далласа, ещё часть территории находится в ведении школьного округа Форни, однако на подчинённой территории никто не проживает. Независимый школьный округ Мескита также обслуживает город Болч-Спрингс.
В Меските находятся пять старших школ.

### Частные школы
В Меските находится Далласская Христианская школа.

### Колледжи и университеты
Высшее образование в городе можно получить в двух заведениях. В колледже Истфилд можно получить степень бакалавра. Пройденные курсы также учитываются по всему округу далласских колледжей. Магистерское и прочие звания можно получить в отделении Техасского университета A&M в соседнем городе Коммерс.

## Транспорт
В городе действует муниципальный Аэропорт Мескит Метро. Аэропорт обладает взлётно-посадочной полосой длиной 6000 футов (1800 м), оснащённой курсо-глиссадной системой. Из общего числа рейсов примерно 57 % являются местными, а 40 % — транзитными. Популярность аэропорта среди транзитных перелётов объясняется относительной близостью к Далласу и низкой стоимостью топлива.
Неподалёку находятся ещё два аэропорта — международный аэропорт Даллас—Форт-Уэрт примерно в 50 километрах и Даллас/Лав Филд примерно в 25 километрах.
Мескит не состоит в системе Dallas Area Rapid Transit, но 12 апреля 2011 года компания изменила свои правила чтобы позволить DART заключать контракты на пассажирские и экспресс-перевозки. Городские власти Мескита и DART создали совместный план по пригородным перевозкам в будние дни от стадиона Хэндби до станции Лонвью. В городе также действует собственная паратранзитная система.
Компания Union Pacific Railroad владеет пунктом интермодальных перевозок, являющимся частью промышленного парка Skyline.

### Автомагистали
Через Мескит проходят три межштатных автомагистрали, одна автомагистраль США и одна автомагистраль штата: I-20, I-30, I-635, US 80 и автомагистраль 352 штата Техас.

## Население
По данным переписи 2010 года в городе:
- Общая численность населения: 139 824 человека
- Всего домохозяйств: 48 390
- Всего семей: 35,444
- Плотность населения: 1241,7 человек на км2
- Плотность застройки : 435,8 зданий на км2
- Расовый состав:
  - 59 % белых
  - 21,8 % афроамериканцев
  - 0,8 % коренных американцев
  - 3,2 % азиатов
  - 0,1 % жителей островов Тихого океана
  - 11,9 % жителей другой расы
  - 3,1 % жителей имеют две или более расы
- 31,6 % жителей испаноговорящие[10]

Из 48 390 домохозяйств в городе 39,1 % имели детей до 18 лет, 48,3 % возглавляли супружеские пары, живущие вместе, 18,9 % — одинокими женщинами, и 26,8 % не имели семьи. 22,4 % всех домохозяйств состоят из одиноких людей, 6,4 % из одиноких людей в возрасте 65 лет и старше. Средний размер домохозяйства — 2,88 человека, а средний размер семьи — 3,38 человека.
Возраст 29,8 % населения в городе не достигал 18 лет, 10,1 % были в возрасте от 18 до 24 лет, 27,9 % от 25 до 44 лет, 23,7 % от 45 до 64 лет и 8,6 % человек были в возрасте 65 лет и старше. Средний возраст составлял 32,3 года. На каждые 100 женщин приходилось 91,3 мужчин. На каждые 100 женщин в возрасте 18 лет и старше приходилось 86,4 мужчин.
Согласно данным опросов 2008—2012 годов:
- Доход на душу населения составлял $21 641
- Средний доход домохозяйства составлял $51 846
- Средний доход семьи составлял $58 399
- Средний доход мужчин составлял $40 073
- Средний доход женщин составлял $36 373

Около 12,3 % семей и 14,4 % всего населения города были за чертой бедности, в том числе 22,7 % из людей моложе 18 лет и 7,3 % людей в возрасте 65 лет и старше.

## Экономика
Согласно данным финансового отчета города 2012 года, главными работодателями в городе являются:
| #  | Работодатель                           | Число работников в городе |
| -- | -------------------------------------- | ------------------------- |
| 1  | Независимый школьный округ Мескит      | более 1000                |
| 2  | United Parcel Service Inc.             | более 1000                |
| 3  | Город Мескит                           | более 1000                |
| 4  | Региональный медицинский центр Далласа | 500-999                   |
| 5  | Pepsi Beverages Co                     | 500-999                   |
| 6  | Walmart                                | 500-999                   |
| 7  | Департамент транспорта Техаса          | 500-999                   |
| 8  | American Marazzi Tile Inc              | 500-999                   |
| 9  | Fritz Industries                       | 200-999                   |
| 10 | Колледж Истфилд                        | 100-599                   |

## Известные люди
- Джон Кармак — программист, один из создателей фирмы id Software, ведущий разработчик игр Wolfenstein 3D, Doom, Quake, Commander Keen
- Грег Воган — актёр, модель, снявшийся в том числе в сериале «Главный госпиталь»
- Кимберли Ривера — рядовой первого класса Армии США; первая американская военнослужащая, дезертировавшая и бежавшая в Канаду в знак протеста против участия США в войне в Ираке

### Вымышленные
Уильям «Би Джей» Бласковиц — главный герой серии Wolfenstein.